# Ат-Тухфа аз-закия фи-л-лугат ат-туркия
«Ат-Ту́хфа аз-заки́я фи-л-лу́гат ат-турки́я» (араб. التحفة الزكية في اللغة التركية‎ — «Изысканный дар тюркскому языку») — рукопись неизвестного автора, написанная на арабском языке в XIV веке. Посвящена мамлюкско-кыпчакскому языку, содержит словарь и раздел грамматики.
Рукопись вероятно написана в Египте. Единственный сохранившийся экземпляр хранится в Стамбуле в Библиотеке Баязыт под № 3092. Объём: 91 листов (182 страницы). На каждой странице содержатся 13 строк с 7 словами в каждой из них. После краткого вступления следует раздел со словарём (3000 слов) и раздел грамматики. Кыпчакские слова записаны красными чернилами, арабские переводы — чёрными. Имеются также сведения о языках туркмен, татаров, карлуков. Автор собрал большой фактический материал о тюркских языках. Им использовались некоторые письменные источники, в частности труды известного филолога XIV века Абу Хайяна.
В Западной Европе об «ат-Тухфа аз-закия» стало известно в 1922 году, в 1940 году Т. Х. Кун написал статью, посвящённую рукописи. Оригинал впервые был издан в 1942 году в Будапеште. В 1945 году Бесим Аталай перевёл её на турецкий и в 1948 году опубликовал большую статью о ней. В 1967 году польский учёный Александр Дубинский занялся исследованием «ат-Тухфа аз-закия». В 1968 году Салих Муталлибов перевёл и издал её на узбекском языке. Играет важную роль в исследовании истории кыпчакского и казахского языка.